# Petra Oberrauner
Petra Oberrauner (nascida a 27 de Janeiro de 1965) é uma política austríaca do Partido Social-Democrata que desempenha funções como membro do Conselho Nacional desde 2019. Desde 2022, serve como vice-líder do Partido Social-Democrata na Caríntia e como líder da ala feminina do partido no estado.